# 도모토 코이치
도모토 코이치(堂本光一, 1979년 1월 1일 - )는 일본의 아이돌, 가수, 배우, 탤런트이며, KinKi Kids의 최연장자이다.
효고현 아시야시 출신. STARTO ENTERTAINMENT 소속.

## 참가 유닛
- KinKi Kids
- J-FRIENDS

타 쟈니즈 관련 프라이빗 유닛

## 역사

### 쟈니즈 사무소 입소
- 초등학교 6학년에 소년대의 팬이었던 누나가 보낸 이력서가 계기로 사장(쟈니 키타가와)로부터 전화가 와서 고베에서 열린 히카루GENJI의 콘서트에 초대 받았다. 그 해 1991년 5월 5일, 요코하마 아레나에서 히카루GENJI의 콘서트에 초대 받아 도모토 쯔요시와 함께 사무소에 들어갔다.

### 자니즈 입소 이후
- 1992년, 도모토 쯔요시와 그룹을 결성
- 1993년 4월 4일, ABC테레비『KISS했어? SMAP』에 처음으로「Kinki Kids」의 그룹명을 발표했다.

### KinKi Kids
- KinKi Kids로서 음반을 발매하기 전부터 드라마의 엔딩을 솔로로 드라마의 엔딩을 부르고 있었으며 그 곡은〈A album〉에 수록되고 있다.
- 1997년 7월 21일, 싱글 《유리의 소년》, 앨범 《A album》의 동시 발매로 CD 데뷔.
- 데뷔부터 42번째 전 싱글을 연속으로 오리콘싱글 차트 첫등장 1위를 계속하여 지금도 자신의 기록을 갱신중이다. 기네스북에도 등재되어 있다.

### 솔로데뷔
- 도모토 코이치로 2006년 7월 12일 『Deep in your heart/+MILLION but -LOVE』 양A면 CD를 발매하여 솔로 CD 데뷔.
- 같은 해 1월에 주연무대『SHOCK』의 사운드 트랙 KOICHI DOMOTO Endless SHOCK Original Sound Track의 솔로명으로 발표했다. 이 사운드트랙이 솔로로 낸 첫 싱글이 되었다.

### 무대
- 단장·주연을 맡은 뮤지컬 『SHOCK』는 2000년의 첫 개연으로 매년 개최되고 있다. 2006년에 통산 400회 공연, 2008년공연 첫날에 통산 500회 공연을 달성하고, 2009년3월30일의 마지막 공연이 통산 651공연에 이를 전망이다.
- 2009년 3월 12일 밤 공연으로 제국극장 단독주연 기록 625회 기록을 가진 (모리시게 히사야))의 기록을 23년 만에 갱신하게 되었다고 도호(東寶)에서 발표했다. 단독 주연으로는 97년의 역사를 자랑하는 제국극장 역사상 최고속기록이기도 하다.
- 2008년4월 『Endless SHOCK』가 제33회 키쿠타 카즈오 연극대상을 수상. 높은 무대성과로 인한 스탭·출연자 일동에 보내어진 것. 같은 연극상에서는 쟈니즈 사무소의 쟈니 기타가와사장이 02년에 특별상을 받았지만 쟈니즈소속 배우가 대상을 수상하는 것은 처음이다.
- 도모토 코이치는 『Endless SHOCK』에서 각본·연출·음악도 담당하고 있다.

### 성우
- 2006년에는 후지 TV의 애니메이션 『수왕성』 이츠키 나츠미원작으로 주인공 토르의 목소리(청년기)를 연기해 첫 성우도전이 되었다. (주제가도 담당)
- 2008년에는 주연 영화 『은막판 스시 왕자! 뉴욕에 간다』의 캠페인의 일환으로서 『크레용신쨩』에 KAT-TUN의 나카마루 유이치와 함께 게스트로 출연했다.

### 작사・작곡・영화 출연
- 작사· 작곡도 손수 다루고, 솔로 싱글·앨범의 거의 모든 곡을 자신이 작곡하고 있다.
- KinKi Kids의 데뷔로부터 현재까지의 KinKi Kids의 싱글·앨범, 또, 자신의 무대 사운드트랙에도 작사·작곡(작곡만 포함)을 한 악곡이 수록되어 있다.
- 다른 사람에게 제공한 곡으로서는, NEWS에 private hearts, KAT-TUN에 Change, 타키자와 히데아키에 dream boy등이 있다. 아이돌이라고 하는 테두리를 넘어서 악곡의 수준은 높게 평가되고 있다.
- 작곡가로서의 명기시는 「도모토 코이치」가 대부분이지만, 「K. Dino」라고 명기된 것도 있다. 「K. Dino」의 유래는, F1의 팀· 페라리의 창시자· 【엔초】·페라리의 아들이자 【알프레드】·페라리의 별명 “【디노】”로부터 유래 되었다.
- 작곡시는 전개에 의해 밝게도 애달프게도 되는 “E♭메이저 세븐”코드를 자주 사용한다.
- 작곡은 1997년의 첫 작품 『MY WISH』이래, 주로 기타를 사용해 왔지만, 2004년에 처음 무대 음악을 제작했을 때는 다른 방법을 사용했다.
- 편곡이나 믹스등의 작업을 아주 좋아해서, 녹음 기간 동안은 스탭과 매일 아침까지 작업하고 있을 경우가 많다.
- 코러스도 스스로 하는 경우가 대단히 많다.
- 또, 솔로의 영상 작품의 편집의 대부분에도 세심하게 입회한다.

## 인물

### 가족
- 아버지, 어머니, 누나(기혼), 본인의 4인 가족이다.
- 화목한 가정이어서 자주「자신이 나서 자란 가정이 이상형」이라고 말했다.(『오라의 샘』·『신도모토형제』등 )
- 어릴 때는, 아버지가 출근할 때 어머니·누나·본인이 현관에 나란히 서서 차례로 다녀 오십시오의 키스를 하고 있었다고도 한다.
- 2009년 3월부터 치와와 암컷을 기르기 시작했다.이름은 팡(パンちゃん)으로, 매우 아끼고 있는 듯 하다.

### 성격
- 자타가 모두 인정하는 일바보이다.
- 천연 멍한 상태이다.
- 도모토 쯔요시에는 “テンキュー 텐큐(천연으로 큐트(cute)”라고 명명되었다.
- 사생활에서는 거의 밖에 나오지 않는다. (인도어 파)
- 콜라, 복숭아, 딸기, 낙지, 물오징어, 큰실말, 돼지 생강구이, 떡, 된장국(파 넉넉히)이 좋아하는 음식이다.
- 생 크림, 팥, 파쿠치(코리앤더)를 못먹어서, 붕어빵은 겉부분(팥을 뺀)밖에 먹지 않는다.
- 일로 해외에 갔을 때의 빈 시간에는 파트너인 도모토 쯔요시와 함께 쇼핑하러 가지만, 특별히 쇼핑을 하진 않고 쯔요시의 뒤에서 쫓아 다닌다.(도모토 쯔요시)
- 「결단코, 자신에게는 만족하지 않는다.」,「이래도냐! 라고 생각하지만, 아직 무엇인가 할 수 있을 거야라고 생각해버린다. 무엇인가가 끝나버려도 거기에 만족한 적은 지금까지 한 번도 없다.」라고 말했다. (오라의 샘).
- 향수를 쓰지 않아도 감귤계의 달콤한 냄새가 나는 듯하다. (도모토 쯔요시·선배·후배·공연자의 증언)
- 콘서트나 생방송 프로그램에서는 자주 가사를 틀린다.
- 토크에서는 말을 씹는 적이 많다.
- 피어스는 하지 않았다.
- 동물을 좋아한다. 특히 고양이를 좋아하지만 고양이 알레르기다.
- 대단히 길눈이 어둡다. 호텔내에서도 잃은 모양이다. (『신도모토형제』)
- 젊은이가 알고 있는 것 같은 것을 모른다. 상경해서 시간이 많이 흘렀지만 젊은이의 거리를 아직 파악하지 않고 있다. 시부야도 통행의 장소나 이름이 모호해서, 「역 앞의 충견 하치공 동상과 모아이상은 마주보고 서 있다」고 착각하고 있다. 또, 이성과의 데이트를 하고 싶은 곳으로 다이칸야마(代官山)를 말 했지만 거기에 무엇이 있어서 무엇을 할 수 있는지는 전혀 알지 못 하고 있었다 (콘서트MC, 『신도모토형제』등).
- 좋아하는 과목은 이과이라고 단언할(『오라의 샘』,『HEY! HEY! HEY! 』등)정도로 이과팬이며, F1도 전문적인 구조부터, 차가 움직이는 구조, 비행기는 어째서 나는 것인가, 표면장력이나 물의 대단함, 색의 불가사의 등, 이과에 관해서는 잡학적인 것까지 자세하게 알고 있지만, 흥미가 없는 것에 관해서는 일반적인 지식, 인식이 상당히 낮다.
- 오디오, 배선을 좋아한다. (『오라의 샘』등).
- 기본적으로 무엇이든간에 효율이 좋을지 나쁠지를 생각해서 움직인다 (『오라의 샘』,『오샤레이즘』, 등).
- 최근 술이 약해진듯, 조금의 양으로도 잠이온다. (콘서트, 『HEY! HEY! HEY! 』등 )
- 매년 설날(1월 1일)의 생일은 KinKi Kids의 콘서트에서 파트너인 도모토 쯔요시를 비롯한 동료와 팬에게 축하받는다. 2009년에 오사카(大阪)에서 30세를 맞이했을 때「지금까지의 인생에 후회는 전혀 없습니다. 10대, 20대에도 많은 분들에게 사랑받고 지냈습니다. 나는 정말로 행복합니다. 30대에도 마이페이스로 열심히 살아가자고 생각합니다.」라고 이야기 했다.
- 같은 소속사의 TOKIO의 나가세토모야와 매우 사이가 좋다.

### 특징
- 코이치(光一)라는 이름의 유래는 부친의 이름의 한자를 따서 코이치 라고 명명되었다. (퍼스트 사진집 『Get the Kinki』어머니).
- 본인은 왕자캐릭터를 지키기 위해서「나는 화장실에는 가지 않아」라고 주장하고 있다. 도모토쯔요시나 다른 연예인이 화장실에서 목격담을 폭로해도 「내가 화장실을 가는 이유는 오일교환을 위해서」라고 말 하고 있다.

## 음악활동

### 싱글
1. Deep in your heart/+MILLION but -LOVE 2006년7월12일

초동 221,116 총판 259,874
1. No more

2008년4월 30일
초동 110,538 총판 128,222
1. 妖 ～あやかし～

2009년7월 29일
초동 151,093 총판 171,255
1. Interactional/Show me your monster

2015년6월10일
초동 86,963 총판

### 앨범
1. mirror （2006년 9월 13일）
 초동 121,384 총판 147,368
2. BPM （2010년 9월 1일）
 초동 140,040 총판 158,600
3. Gravity （2012년 10월 3일） 
초동 101,416 총판 116,811

#### 사운드트랙(O.S.T)
1. KOICHI DOMOTO Endless SHOCK Original Sound Track （2006년 1월 11일）
초동 91,877 총판 111,098

### 콘서트
- KOICHI DOMOTO LIVE TOUR 2004 1/2
2004년 3월 29일〜5월5일（6개월 16일간 27공연)
홋카이도립종합체육센터(北海道立総合体育センター)/센다이시체육관(仙台市体育館)/요코하마 아레나/오사카성홀(大阪城ホール)/히로시마그린아리나(広島グリーンアリーナ)/마린메세후쿠오카(マリンメッセ福岡)
- KOICHI DOMOTO CONCERT TOUR 2006 "mirror" 〜The Music Mirrors My Feeling〜
2006년 9월 13일〜10월30일（7개월 19일간 27공연 (추가공연 3공연 포함)）
마코마나이 아이스 아리나(真駒内アイスアリーナ)/그랑데21・미야기현 종합체육관(グランディ21・宮城県総合体育館)/요코하마 아레나/선돔후쿠이(サンドーム福井)/나고야 레인보우 홀(名古屋レインボーホール)/오사카 홀(大阪城ホール)/마린메세 후쿠오카(マリンメッセ福岡)
9월 17일 18시의 후쿠오카(福岡)공연은 태풍으로 인해 10월 3일 6시 30분 공연으로 대체되었다.
- KOICHI DOMOTO CONCERT TOUR 2009 - Best Performance and Music
2009년 8월 15일〜10월12일 (추가공연 11공연 포함)
마린멧세 후쿠오카(マリンメッセ福岡)/나고야 일본 가이시스포츠 프라자 가이시홀(名古屋・日本ガイシスポーツプラザ　ガイシホール)/오사카성홀(大阪城ホール)/요코하마 아리나(横浜アリーナ)/홋카이도 도립종합체육센터(北海道立総合体育センター（きたえーる）
- KOICHI DOMOTO CONCERT TOUR 2010 BPM
2010년 9월 11일〜11월 4일 (추가공연 포함)
오키나와 컨벤션센터(沖縄コンベンションセンター展示場)/홋카이도립 종합체육센터(北海道立総合体育センター（北海きたえーる）)/오사카성홀(大阪城ホール)/마린메세후쿠오카(マリンメッセ福岡)/요코하마 아레나(横浜アリーナ)/나고야.일본 가이시스포츠프라자 가이시홀(名古屋・日本ガイシスポーツプラザ ガイシホール)/센다이.세키스이하임 슈퍼아리나(仙台・セキスイハイムスーパーアリーナ)/오이타 비콘프라자 컨벤션홀(大分ビーコンプラザ コンベンションホー)/고베 월드기념홀(神戸・ワールド記念ホール)
- KOICHI DOMOTO 2011 BPM　ソウル・台北 (서울/대만) 公演
2011년 9월 9일~10일 (서울) / 2011년 9월 31일~10월 2일 (대만) (서울 추가공연 2공연 포함)
올림픽공원 내(內) 올림픽홀 / 난강101 (南港101)

### 비디오/DVD
- KOICHI DOHMOTO SHOCK DIGEST（2002년 6월 19일）
- Koichi Domoto SHOCK（2003년 1월 16일）
- KOICHI DOMOTO LIVE TOUR 2004 1/2（2004년 10월 14일）
- KOICHI DOMOTO Endless SHOCK（2006년 2월 15일）
- KOICHI DOMOTO CONCERT TOUR 2006 mirror〜The Music Mirrors My Feeling〜（2007년 5월 16일）
- Endless SHOCK 2008（2008년 10월 29일）
- KOICHI DOMOTO CONCERT TOUR 2010 BPM（DVD 2011년 3월 9일 / BD 2012년 10월 3일）
- Document of Endless SHOCK 2012 -明日の舞台へ-（DVD 2013년 2월 6일 / BD 2013년 7월 3일)
- KOICHI DOMOTO Conert tour 2012 "Gravity"（DVD 2013년 7월 3일 / BD 2014년 2월 5일)
- Endless SHOCK 2012（2013년 9월 18일)
- Endless SHOCK 1000th Performance Anniversary（2014년 9월 17일)

## 출연작품

### 연속드라마
- 인간실격~ 예를 들어 내가 죽는다면 (人間・失格〜たとえばぼくが死んだら〜)（TBS：1994년 7월 8일 - 9월 28일）카케야마 루카 역 (影山留加 役)
- 집없는 아이2 (家なき子2) （니혼테레비：1995년 4월 15일 - 7월 8일）마키무라 하루미 역 (牧村晴海 役)
- 긴로괴기파일~두개의 뇌를 가진 소년 (銀狼怪奇ファイル〜2つの頭脳を持つ少年〜) （니혼테레비：1996년 1월 13일 - 3월 16일）후와 긴로・후와 코스케 1인 2역 주연 (不破耕助・銀狼 役)
- 어린시절 (若葉のころ)（TBS：1996년 4월 12일 - 6월 28일）후지키 카이 주연
- 신목요괴담 사이보그 (新木曜の怪談)「cyborg」) （후지테레비：1996년 10월 17일 - 11월 21일）카이도 아키라 역 주연 (戒堂晃 役)
- 우리들의 용기미만 도시 (ぼくらの勇気 未満都市) （封印作品、니혼테레비：1997년 10월 18일 - 12월 20일）야마토 역 주연 (ヤマト 役)*아이바 마사키&마츠모토 준 from아라시, 도모토 츠요시 from킨키키즈
- 하루모니아 이 사랑의 끝 (ハルモニア この愛の涯て) （니혼테레비：1998년 7월 11일 - 9월 12일）토노 히데유키 역 주연(東野秀行役)
- P.S. 건강합니다. 슌페이 (P.S.元気です、俊平) （TBS：1999년 6월 24일 - 9월 16일）카지 슌페이 역 주연(加地俊平 役)
- 천사가 사라진 거리 (天使が消えた街) （니혼테레비：2000년 4月12日 - 6月29日）타카노 타츠로 역 주연 (高野達郎役)
- 무카이 아라타의 동물일기 ~애견로시난테의 재난~ 向井荒太の動物日記 〜愛犬ロシナンテの災難〜 （封印作品、니혼테레비：2001년 1월 3일 - 3월 17）
신인으로 마지막 방송에 카메오 출연 주연은 도모토 쯔요시
- 루키 (ルーキー!) （후지테레비：2001년 4월 10일 - 6월 26일）아이다 마코토 역 주연 (愛田誠 役)
- 리모트 (リモート) （니혼테레비：2002년 10월 12일 - 12월 14일）히무로 코자부로 역 (氷室光三郎 役)
- 초밥왕자 (スシ王子!) （테레비아사히系：2007年7月27日 - 9月14日）마이즈 츠카사 역 주연 (米寿司 役)
- 우리들의 용기 미만도시 2017 (ぼくらの勇気 未満都市 2017)*아이바 마사키&마츠모토 준 from아라시, 도모토 츠요시 from킨키키즈

### 무대
- ANOTHER （1993년 8월 6일 - 8월 24일）
- 극장 설립 특별공연 쟈니즈 판타지(ジャニーズファンタジー) kyotokyo 씨어터(kyotokyoシアター) 1200 （1997년 8월 9일 - 8월 15일）전23공연
- SHOW劇’99 MASK（1999년 1월 6일 - 1월 31일）
- MILLENNIUM SHOCK （2000년 11월 2일 - 11월 26일）전38공연
- ショー劇・SHOCK （2001년 12월 1일 - 12월 25일, 2002년 1월 3일 - 1월 27일）전76공연
- ショー劇・SHOCK （2002년 6월 4일 - 6월 28일）전38공연
- SHOCK is Real SHOCK （2003년 1월 8일 - 2월 25일）전76공연
- Shocking SHOCK （2004년 2월 6일 - 2월 29일）전38공연
- Endless SHOCK （2005년 1월 8일 - 2월 28일）전76공연
- Endless SHOCK （2006년 2월 6일 - 3월 29일）전76공연
- Endless SHOCK （2007년 1월 6일 - 2월 28일）전81공연
- Endless SHOCK （2008년 1월 6일 - 2월 26일）전76공연
- Endless SHOCK （2009년 2월 5일 - 3월 30일）전76공연
- Endless SHOCK （2010년 2월 14일 - 3월 30일･7월 4일 - 7월 31일）전100공연
- 大空間スペクタクル KANSAI SUPER SHOW｢七人の侍｣ (대공간 스펙타클 칸사이슈퍼쇼 -7인의 사무라이-) (2010년 11월 20일 - 11월 21일) 전 ( )공연
- Endless SHOCK (2011년 2월 5일 - 3월 11일) - 지진으로 인해 중단 전( )공연
- Endless SHOCK (2012년 1월 7일 - 1월 31일, 2012년 2월 7일 - 4월 30일) 전139공연